# Einar Hamberg
Einar Hamberg, född 12 september 1925 i Roslep, Estland, död 22 februari 2023 i Stockholm, var den första ordföranden för Svenska volleybollförbundet.
Hamberg växte upp i Roslep, en svenskspråkig by i Estland. Idrotten spelade där en stor roll för den lokala, svenska identiteten och Hamberg deltog aktivt. Han lämnade landet under andra världskriget. Tillsammans med andra som kom till Sverige från baltstaterna under andra världskriget spelade han en stor roll för introduktionen av volleyboll i Sverige. Han var med och grundade både Sollentuna VK och volleybollförbundet och var volleybollförbundets första ordförande, en post han höll under åtta år. Han valdes 2022 in i Svensk volleybolls Hall of fame